# Concert dels Beatles al terrat
El 30 de gener de 1969, The Beatles van fer un concert sense anunciar des del terrat de la seu de l'Apple Corps al número 3 de Savile Row, a l'oficina i el districte de moda del centre de Londres. Amb el teclista Billy Preston, la banda va tocar un set de 42 minuts abans que la Policia Metropolitana els demanés que reduïssin el volum. Va ser l'última actuació pública de la seva carrera.
Tot i que el concert es va concebre pocs dies abans, els Beatles planejaven tornar a les actuacions en directe durant les primeres sessions del seu àlbum Let It Be (1970). Van interpretar nou preses de cinc cançons mentre multituds d’espectadors, molts dels quals estaven a la pausa per dinar, es van congregar als carrers i als terrats dels edificis locals. El concert va acabar amb la conclusió de "Get Back", amb John Lennon fent broma: "M'agradaria donar-vos les gràcies en nom del grup i de nosaltres mateixos i espero que haguem superat l'audició".
Les imatges de l'actuació es van utilitzar al documental de 1970 Let It Be i a la sèrie de documentals del 2021 Get Back. La primera actuació de "I've Got a Feeling" i les preses dels senzills de "One After 909" i "Dig a Pony" també es van presentar a l'àlbum que l'acompanyà.

## Història
Tot i que el concert no va ser anunciat, The Beatles havien planejat actuar en directe durant les seves sessions de Get Back a principis de gener. Segons l'autor Mark Lewisohn, no se sap qui va tenir la idea d'un concert al terrat, però el suggeriment va ser concebut pocs dies abans de l'esdeveniment real. George Harrison va incorporar el teclista Billy Preston com a músic addicional, amb l'esperança que un observador extern amb talent encoratgés la banda a estar centrada i concentrada. En el record de Preston, John Lennon va pensar en actuar al terrat de l'Apple Corps. Ringo Starr va recordar:
Hi havia un pla per tocar en directe en algun lloc. Ens preguntàvem on podríem anar: "Oh, el Palladium o el Sahara". Però hauríem hagut de prendre totes les coses, així que vam decidir: "Pugem-ho al terrat".
A la seva autobiografia Sound Man, l'enginyer de gravació Glyn Johns afirmà que la idea del concert va ser seva. Ken Mansfield, antic membre d'Apple Records, pensava que el més probable era que la idea hagués vingut del director Michael Lindsay-Hogg. La pel·lícula de Peter Jackson, The Beatles: Get Back, mostra a Johns i Lindsay-Hogg presentant a McCartney la idea i McCartney estant entusiasmat.
L'àudio va ser gravat en dues gravadores de vuit pistes a l'estudi del soterrani d'Apple per l'enginyer Alan Parsons. El director de cinema Michael Lindsay-Hogg, treballant en el que seria Let It Be, va incorporar un equip de càmeres per capturar diversos angles de l'actuació, incloses les reaccions de la gent al carrer.
Quan els Beatles van començar a tocar, hi va haver una certa confusió entre els espectadors que miraven cinc pisos més avall, molts dels quals estaven a la pausa per dinar. A mesura que es va estendre la notícia de l'esdeveniment, les multituds d’espectadors van començar a congregar-se als carrers i als terrats dels edificis locals. Tot i que la majoria va respondre positivament al concert, la Policia Metropolitana es va preocupar per problemes de soroll i trànsit. Els empleats d'Apple es van negar inicialment a deixar entrar la policia, però ho van reconsiderar quan van ser amenaçats de detenció.
Quan la policia pujava al terrat, els Beatles es van adonar que el concert s'acabaria cancel·lant, però van continuar sonant durant uns quants minuts més. Paul McCartney va improvisar la lletra de la seva cançó "Get Back" per reflectir la situació: "Has tornat a tocar als terrats, i saps que a la teva mare no li agrada; et farà arrestar!". El concert va acabar amb la conclusió de "Get Back", amb McCartney dient "Thanks Mo", a una Maureen Starkey que estava animant, i Lennon dient: "M'agradaria donar-vos les gràcies en nom del grup i de nosaltres mateixos i espero que haguem superat l'audició".

## Llista de cançons
El concert al terrat va consistir en nou preses de cinc cançons dels Beatles: tres preses de "Get Back"; dues preses cadascuna de "Don't Let Me Down" i "I've Got a Feeling"; i una presa cadascuna de "One After 909" i "Dig a Pony". El conjunt es va realitzar en el següent ordre:
- "Get Back" (take one)
- "Get Back" (take two)
- "Don't Let Me Down" (take one)
- "I've Got a Feeling" (take one)
- "One After 909"
- "Dig a Pony"
- "I've Got a Feeling" (take two)
- "Don't Let Me Down" (take two)
- "Get Back" (take three)

La primera interpretació de "I've Got a Feeling" i els enregistraments de "One After 909" i "Dig a Pony" es van utilitzar posteriorment per a l'àlbum Let It Be. El 1996, la tercera actuació en directe de "Get Back", que va ser l'última cançó de l'última actuació en directe dels Beatles, es va incloure a Anthology 3. Es va incloure una edició de les dues preses de "Don't Let Me Down" a Let It Be.. Naked. Una composició de les dues preses de "I've Got a Feeling" es va incloure a Let It Be... Naked. També hi va haver breus improvisacions de "I Want You (She's So Heavy)" (després del primer "Get Back") i "God Save the Queen" (després de "Dig a Pony") mentre l'enginyer de so Parsons canviava les cintes.

## Llegat

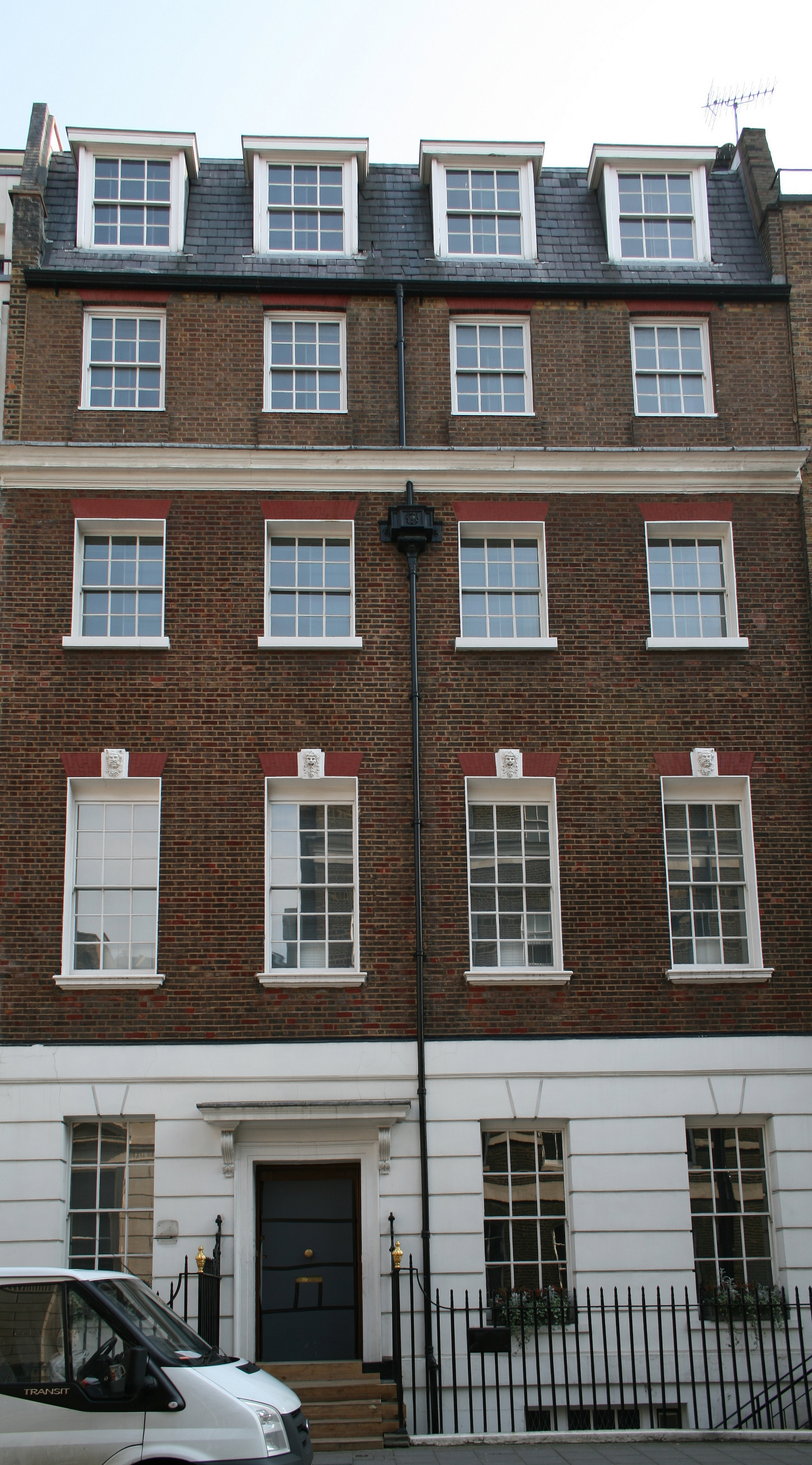
El número 3 de Savile Row, Londres, lloc del concert, fotografiat el 2007

El concert dels Beatles al terrat va marcar el final d'una era per a molts fans. El grup va gravar un àlbum més, Abbey Road, en el qual va començar el mes següent la gravació, però el setembre de 1969 els Beatles s'havien dissolt de manera extraoficial. Es va considerar que diverses de les actuacions al terrat, especialment la de "Dig a Pony", mostraven els Beatles una vegada més en plena forma. Els fans creien que el concert al terrat podria haver estat una prova per tornar a les actuacions en directe i les gires.
La seqüència "Get Up and Go" de Rutles a la pel·lícula de 1978 All You Need Is Cash imita el metratge del concert al terrat i utilitza angles de càmera similars. El gener de 2009, la banda tribut Bootleg Beatles va intentar organitzar un concert del 40è aniversari al mateix lloc, però l'Ajuntament de Westminster els va negar el permís a causa de problemes de llicència.
A l'episodi de la cinquena temporada dels Simpson de 1993 "Homer's Barbershop Quartet", els Be Sharps (Homer, Apu, Barney i Seymour Skinner) interpreten una actuació d'un dels seus antics èxits en un terrat. George Harrison, que va protagonitzar l'episodi, es mostra dient amb menyspreu "Això ja s'ha fet!", i quan acaba la cançó i comencen els crèdits, Homer repeteix la frase de John Lennon quan acabaren l'actuació al terrat i llavors tothom riu, inclòs Barney que diu però que "no ho enten".
A la pel·lícula de 2007 Across The Universe, un musical format íntegrament per la música dels Beatles, la banda de Sadie fa un concert al terrat a la ciutat de Nova York que imita l'original. El departament de policia de Nova York l'interromp i tanca.
El vídeo musical de la cançó de Kazuyoshi Saito de 2010 "Zutto Suki Datta" recrea fidelment l'actuació al terrat de "Get Back" amb Saito com a McCartney, Lily Franky com a Lennon, Hiroyuki Kobori com a Harrison i Gaku Hamada com a Starr. Va guanyar el millor vídeo masculí als premis Space Shower Music Video Awards 2011.
U2 també va fer referència al concert al seu vídeo de "Where the Streets Have No Name", que va incloure un concert similar al terrat a Los Angeles el 1987.
La banda indie de Manchester James va fer un concert similar al terrat en el vint-i-dosè aniversari de la versió dels Beatles (30 de gener de 1991) a la part superior de l'hotel Piccadilly. La banda va interpretar cinc cançons, abans d'haver d'acabar el conjunt, suposadament perquè els dits de Larry Gott s'havien congelat al seu diapasó.
McCartney va fer un mini-concert sorpresa al centre de Manhattan des de la part superior de l'envelat de l'Ed Sullivan Theatre el 15 de juliol de 2009, on estava gravant una actuació per a Late Show with David Letterman. La notícia de l'esdeveniment es va estendre a través de Twitter i el boca-orella, i es van tancar les cantonades dels carrers propers per acollir els fans al plató.

## Personal
- John Lennon - veu, guitarra
- Paul McCartney - veu, baix
- George Harrison - veu, guitarra
- Ringo Starr – tambors

Músics addicionals
- Billy Preston - Piano elèctric